# Лантимос, Йоргос
Йо́ргос Ла́нтимос (греч. Γιώργος Λάνθιμος; род. 23 сентября 1973, Афины) — греческий актёр, режиссёр театра и кино, сценарист, продюсер, монтажёр и фотограф. Шесть раз выдвигался на премию Американской киноакадемии «Оскар» в категориях «Лучший иностранный фильм», «Лучший оригинальный сценарий», «Лучший фильм» и «Лучшая режиссура» за кинокартины «Клык», «Лобстер», «Фаворитка» и «Бедные-несчастные». Шестикратный номинант на премию BAFTA в категориях «Выдающийся британский фильм года», «Лучший оригинальный сценарий», «Лучший фильм» и «Лучшая режиссура» за «Лобстер», «Фаворитку» и «Бедных-несчастных». В 2019 году был удостоен премии BAFTA в категории «Выдающийся британский фильм года» за продюсирование картины «Фаворитка». В 2024 году стал лауреатом премии «Золотой глобус» в категории «Лучший фильм — комедия или мюзикл» за продюсирование фильма «Бедные-несчастные».

## Биография
Йоргос Лантимос изучал кино- и телевизионное искусство в киношколе Ставракоса в Афинах. В 1995 году он снял свой дебютный художественный короткометражный фильм. В это же время Лантимос создавал театральные постановки, снимал клипы и рекламные ролики. В 2004 году он входил в состав креативной команды, ответственной за постановку церемоний открытия и закрытия Олимпийских игр 2004 года в Афинах. Во время этой работы Лантимос познакомился с Афиной Рахель Цангари, которая впоследствии стала его постоянным партнёром по съёмочной площадке.
В 2009 году Йоргос Лантимос снял ленту «Клык», которая стала победителем программы «Особый взгляд» Каннского фестиваля, и была номинирована на премию «Оскар» в категории «Лучший фильм на иностранном языке». 22 января 2019 года был номинирован на «Оскар» за лучшую режиссёрскую работу (фильм «Фаворитка»). Считается представителем греческой странной волны.
В 2021 году началась работа над фильмом «Бедные-несчастные» (экранизации одноимённого романа Аласдера Грея) с Эммой Стоун и Уиллемом Дефо в главных ролях. Премьера фильма состоялась на 80-м Венецианском кинофестивале в сентябре 2023 года, где он получил главную награду — Золотого льва.
В 2022 году был анонсирован фильм «Виды доброты», в котором Лантимос не только стал режиссёром, но и написал сценарий совместно с Эфтимисом Филиппу. Главные роли снова получили Эмма Стоун и Уиллем Дефо. Премьера фильма состоялась на 77-м Каннском кинофестивале в мае 2024 года.
В 2023 году вышел короткометражный фильм Лантимоса «Блеяние» с Эммой Стоун в главной роли.

## Фильмография
Актёр
- 2010 — Аттенберг / Attenberg[10] — инженер

Режиссёр
- 2001 — Мой лучший друг (греч. Ο καλύτερός μου φίλος) (в сотрудничестве с режиссёром Лакисом Лазопулосом)[11]
- 2005 — Кинетта (греч. Κινέτα)[3]
- 2009 — Клык (греч. Κυνόδοντας)[12]
- 2011 — Альпы (греч. Αλπεις)[13][14]
- 2015 — Лобстер (англ. The Lobster)
- 2017 — Убийство священного оленя
- 2018 — Фаворитка
- 2023 — Бедные-несчастные
- 2024 — Виды доброты
- 2025 — Бугония

Сценарист
- 2005 — Кинетта (греч. Κινέτα)[3]
- 2009 — Клык (греч. Κυνόδοντας)[12]
- 2011 — Альпы (греч. Αλπεις)[13][14]
- 2015 — Лобстер (англ. The Lobster)

Продюсер
- 2009 — Клык (греч. Κυνόδοντας)[12] (сопродюсер)
- 2010 — Аттенберг / Attenberg
- 2011 — Альпы (греч. Αλπεις)[13][14]
- 2015 — Лобстер (англ. The Lobster)

## Театральные постановки
- 2002 — «DDD» Димитриса Димитриадису
- 2004 — «Blaubart» Деа Лохера
- 2008 — «Natura morta in un fosso» Фаусто Паравидино
- 2011 — «Безотцовщина» А. П. Чехова, Национальный театр Греции[15]